# Przełęcz Owczarska
Przełęcz Owczarska (501 m n.p.m.) – przełęcz w północno-zachodniej części Beskidu Niskiego, położona pomiędzy szczytami Brusów (594 m n.p.m.) oraz Ostrego Działu (675 m n.p.m.). Przez przełęcz biegnie stara droga, łącząca Owczary z Małastowem.

## Piesze szlaki turystyczne
- Przełęcz Małastowska (604 m n.p.m.) – Schronisko PTTK na Magurze Małastowskiej – Przełęcz Owczarska (501 m n.p.m.) – Siary – Gorlice